# Flickan på loftet

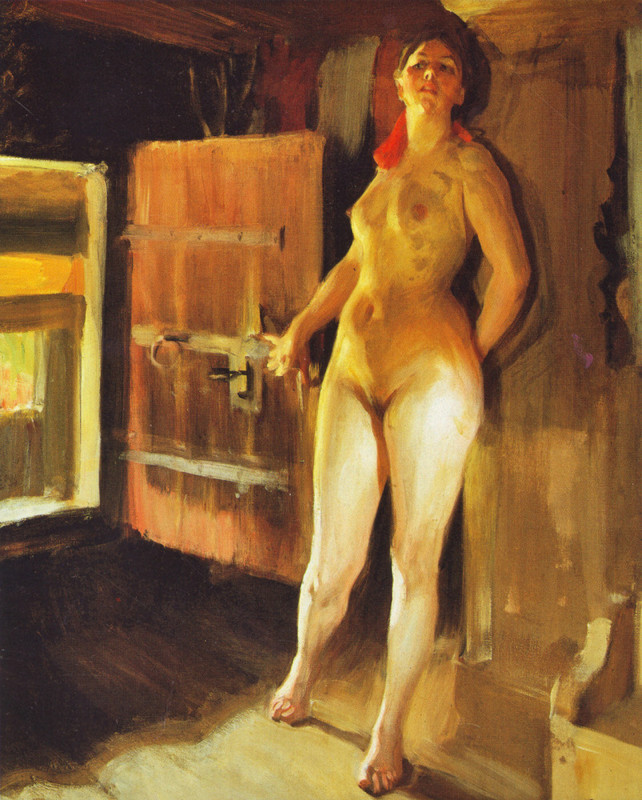
Flickan på loftet

Flickan på loftet eller Loftsdörren är en oljemålning från 1905 av Anders Zorn. Den finns utställd på Ateneum i Helsingfors.
Målningen fick uppmärksamhet 2011, då den av webbplatsen Facebook plockades bort från en användares profil, på grund av webbplatsens bildpolicy kring nakenhet.